# Amanda Wallin
Amanda Wallin (* 31. März 1991) ist eine schwedische Badmintonspielerin.

## Karriere
Amanda Wallin nahm 2011  an den Weltmeisterschaften und 2012 an den Europameisterschaften im Badminton teil. Bei den Welsh International 2010 wurde sie im Damendoppel mit Louise Eriksson Zweite, bei den Slovak International 2010 Dritte. In der Abschlusswertung des BE Circuits 2010/2011 wurden beide am Ende Fünfte. Bei den schwedischen Badmintonmeisterschaften 2012 gewann sie gemeinsam Bronze, wobei Wallin zusätzlich noch eine Silbermedaille im Mixed gewinnen konnte.

## Referenzen
- Amanda Wallin beim Badminton-Weltverband

| Personendaten    | Personendaten                  |
| ---------------- | ------------------------------ |
| NAME             | Wallin, Amanda                 |
| KURZBESCHREIBUNG | schwedische Badmintonspielerin |
| GEBURTSDATUM     | 31. März 1991                  |